# 法明顿 (犹他州)
法明顿（英文：Farmington），是美国犹他州戴维斯县下属的一座城市。建市于 1847年，面积大约为9.95平方英里（25.8平方公里），海拔约为4,304英尺（1,312米）。根据2020年美国人口普查，该市有人口24,531人。